# Les Bleus de Ramville
Les Bleus de Ramville est une série télévisée canadienne francophone,  qui est diffusée depuis le jeudi 19 janvier 2012 sur TFO. 
Intitulée à l'origine Fan Club, la série, créée par Lauriane et Sarah Côté, devait être produite par Les Productions R. Charbonneau en 2008, et se dérouler à Hawkesbury. Cependant, elle a été retardée jusqu'à la fin de la production de Météo+, Carte Blanche Films ayant acquis les droits de la série et choisi de la tourner dans la région de Sudbury. 

## Synopsis
À Ramville, petite municipalité (fictive) dans le Nord de l'Ontario, on suit les quatre membres les plus actifs du fan club de la ligue senior de hockey locale, les Radiateurs Dufresne. Pour Gordie, Julie, Maureen et Christian, le fan club est plus qu'un outil de promotion, c'est une passion dévorante, une façon de vivre. Lorsque la Mills, usine de papeterie et principal employeur de la ville, ferme ses portes, mettant 500 employés à la porte, il devient même une résistance, une cause : pour eux, c'est sûr, la relance de Ramville passera par le succès des Radiateurs.

## Distribution
- Stéphane Paquette : Gordie Turcotte
- Chanda Legroulx : Maureen Berton
- Renée Aubin : Julie Lachance
- Sébastien Lajoie : Christian Guérette
- Jean-Marc Dalpé : Paul 'Polo' Dufresne
- Roch Castonguay : le Maire Desjardins
- Christian Laurin : Mike 'Animal' Racette
- Jean Pearson : Jack Murray
- Frank Chiesurin : Dave McNeil
- Miriam Cusson : Nadine McCormick

## Épisodes

### Saison 1 - 2012

#### Épisode 1:La Mills
Le fan-club prépare les cérémonies d'avant-match pour marquer la première partie de la nouvelle saison de hockey des Radiateurs. Maureen veut rompre avec Racette. Julie interviewe McNeil à la radio communautaire. Gordie doit coacher la partie au lieu de Murray. On apprend la fermeture de la Mills qui affecte tout le monde, directement et indirectement.

#### Épisode 2:L'Article
Le fan-club prépare un encan. On craint que le journaliste Pelletier n’écrive un "mauvais papier" sur Ramville. Maureen tente de convaincre Julie que McNeil n'est pas un gars pour elle. Nadine et Gordie ne s'entendent pas sur les rénovations dans le sous-sol. Christian doit finir sont secondaire.

#### Épisode 3:La Consigne
Les ventes au casse-croûte de l'aréna ont baissé et Polo veut confisquer les sacs des spectateurs afin de les empêcher d'amener leur propre nourriture. Julie, Christian et Racette suivent un cours où on simule une entrevue d'emploi. Maureen aide Christian à se trouver un emploi chez O'Malley's. Afin de plaire à sa mère, Julie passe une entrevue pour un poste de réceptionniste.

#### Épisode 4:L'Anniversaire
Gordie organise l'anniversaire de Nadine. Des amies de Nadine viennent de Montréal pour la fêter. Julie doit vendre l'idée du nouveau calendrier à McNeil. Maureen veut passer à la prochaine étape avec Racette et contemple faire un enfant avec lui. Lorsque Julie s'oppose au plan de Maureen, celle-ci lui fait la leçon sur l'amitié.

#### Épisode 5:Le Gardien de but
Gordie cherche à recruter un ancien gardien de buts de la LNH qui a la réputation d'être un "choqueux". Christian doit demander de l'aide à Maureen pour réparer sa gaffe avec sa prof. Julie passe une entrevue pour un emploi dans un club vidéo. Maureen boude Racette parce qu'il a mal réagi lorsqu'elle lui a proposé de déménager ensemble.

#### Épisode 6:Blondin
Gordie s’inquiète pour Blondin, le nouveau gardien de but qu’on vient d’engager. Ce dernier survivra-t-il à la pression de sa première partie? Maureen doit s’occuper de son «gros loup» alors que celui-ci est affligé par la grippe. Bien malgré elle, Julie décroche un emploi.

#### Épisode 7:L'Autobus
Le fan-club organise un voyage en autobus pour aller voir jouer les Radiateurs à l'extérieur de la ville, mais Julie ne peut pas être de la partie. Christian a une présentation orale à faire afin de pouvoir décrocher son diplôme. La tension entre Nadine et Gordie monte d'un cran.

#### Épisode 8:Le Déménagement
Maureen et Racette déménagent ensemble. Un divan italien et une rondelle de hockey créent des vagues. Le héros de Julie perd des plumes. Alors qu'on espère que la Mills sera peut-être vendue, Polo apprend à Gordie que l'équipe fera partie de la vente.

#### Épisode 9:L'entrevue
Maureen apprend que Racette a de la difficulté à supporter McNeil. Julie, elle, tente de se débarrasser du poids que représente McNeil pour elle. Gordie fait son enquête sur la vente possible des entreprises de Polo.

#### Épisode 10:La magouille
Les négociations avec la multinationale empirent, ce qui laisse croire à Gordie que Polo est en train de faire une magouille. McNeil est la cause de bien des soucis sur la glace comme en dehors. Julie se rend compte qu'elle est obsédée par McNeil. Christian rencontre un ami d’enfance.

#### Épisode 11:La suspension
Rien ne va plus chez les Radiateurs. McNeil force Murray à suspendre Racette. Gordie doit s'en mêler. Christian amorce ses démarches afin de devenir parrain bénévole au club des jeunes et Julie doit vivre avec les conséquences de ses dernières actions.

#### Épisode 12:Le coach
Gordie est maintenant l’entraîneur (temporaire) des Radiateurs et tente de rétablir la paix dans l'équipe. Julie rencontre un jeune homme, mais les résultats de la rencontre sont surprenants. Nadine change d'idée sur le statut de Gordie. Pelletier, le journaliste, vient en ville pour poursuivre l'enquête de son journal sur la Mills.

#### Épisode 13:Le parrain
Ramville flotte sur un nuage alors que les Radiateurs se méritent une place dans les séries éliminatoires. Mais la nouvelle au sujet de la multinationale vient vite éteindre l'enthousiasme des gens de la ville. Christian sort seul pour la première fois avec son petit frère. Julie cherche à s'intéresser à autre chose que le hockey.  Blondin se blesse pendant une pratique.

#### Épisode 14:Le «choqueux»
Après avoir vaincu les Drillers, les Radiateurs affrontent maintenant les Mustangs en série. Ils ont perdu le premier match et à moins que Gordie puisse convaincre Alex Blondin de revenir au jeu, c'est une cause perdue. Christian fait un tour dans son passé. On apprend que tout ne baigne pas dans l'huile entre Maureen et Racette. Julie aide Murray à trouver des solutions aux problèmes de l'équipe.

#### Épisode 15:La coupe
C'est le jour du dernier match de la saison. La série est égale 3 à 3. Murray et Julie tentent de faire entendre raison à McNeil. Maureen est inquiète car elle est convaincue que Racette va déménager à Ottawa. Christian doit s'occuper de Mathieu qui se retrouve dans de beaux draps. Sonia et Christine, les amies de Nadine, sont venues faire une offre à cette dernière.

### Saison 2 - 2013
- Épisode 16: Vite sur ses patins
- Épisode 17: Jeu de puissance
- Épisode 18: Cérémonies d'ouverture
- Épisode 19: Jouer pour le team
- Épisode 20: Tout à perdre
- Épisode 21: Commotions
- Épisode 22: Ram-ville d'accueil
- Épisode 23: Silence, on tourne!
- Épisode 24: Coupez
- Épisode 25: Les vraies affaires
- Épisode 26: Des billes et des Bolcheviks
- Épisode 27: Les grandes ambitions
- Épisode 28: Fin de cycle et renaissance
- Épisode 19: À venir
- Épisode 20: À venir